# Чэнь Ган
Чэнь Ган (кит. 陈刚, род. апрель 1965, Гаою, Цзянсу) — китайский государственный и политический деятель, секретарь (глава) парткома КПК провинции Цинхай с 3 января 2023 года.
Секретарь партбюро КПК Всекитайской федерации профсоюзов с 2021 года. Ранее вице-губернатор провинции Хэбэй (2017—2020) секретарь парткомов КПК города Гуян (2013—2017) и пекинского района Чаоян (2006—2012).
Кандидат в члены ЦК КПК 19-го созыва, член Центрального комитета Компартии Китая 20-го созыва.

## Биография
Родился в апреле 1965 года в уезде Гаою, провинция Цзянсу.
С сентября 1980 по сентябрь 1984 года учился на химическом факультете Янчжоуского педагогического института (ныне Янчжоуский университет). С сентября 1984 по сентябрь 1987 года в магистратуре при кафедре прикладной химии Харбинского политехнического института, диплом магистра по специальности «полимерные материалы». В декабре 1986 года вступил в Коммунистическую партию Китая. С сентября 1987 по август 1990 года учился в аспирантуре химического факультета Пекинского университета, доктор философии (PhD) по специальности «неорганическая химия».

### Пекин
С 1990 года — сотрудник Пекинского научно-исследовательском института стекла, с июля 1994 года — заместитель директора НИИ стекла и одновременно заместитель генерального директора компании Beijing Yiqing Group.
Политическую карьеру начал в июле 2000 года с назначения на должность заместителя председателя Пекинского комитета по внешней торговле и коммерции. В марте 2002 года — секретарь партбюро КПК и глава пекинского отделения Китайской ассоциации содействия международной торговле. В январе 2003 года — заместитель председателя и исполняющий обязанности председателя Народного правительства пекинского района Чаоян, одновременно замсекретаря райкома КПК Чаояна. Избран главой районного правительства в январе 2004 года, в октябре 2006 года занял пост главы райкома КПК Чаояна.
3 июля 2012 года назначен вице-мэром Пекина и вошёл в состав Постоянного комитета пекинского горкома КПК. По стечению обстоятельств другим вице-мэром Пекина работал его полный тёзка Чэнь Ган 1966 г. р. (впоследствии попавший под антикоррупционное расследование Центральной комиссии КПК по проверке дисциплины). Для устранения возможных недоразумений на деловых встречах Чэнь Гана 1965 г. р. именовали «Чэнь Ган (район Чаоян)», а второго политика 1966 г. р. — «Чэнь Ган (правительство)».

### Гуйчжоу
4 июля 2013 года после 23 лет работы в столице направлен в Гуйчжоу, где вошёл в состав Постоянного комитета парткома КПК провинции, а затем по совместительству возглавил Гуянский горком КПК.
В данном периоде деятельности стал известен политическими экспериментами, связанными с попыткой преобразования Гуяна из аграрной территории в центр облачных вычислений.

### Хэбэй
31 мая 2017 года направлен временно исполняющим обязанности секретаря рабкома КПК Нового района Сюнъань, членом Постоянного комитета парткома КПК провинции Хэбэй и заместителем секретаря партотделения КПК Народного правительства провинции по совместительству. 2 июня того же года утверждён в должности секретаря рабкома КПК Нового района Сюнъань и в том же месяце занял по совместительству позицию вице-губернатора провинции Хэбэй. В октябре 2017 года на 19-м съезде Компартии Китая избран кандидатом в члены ЦК КПК 19-го созыва.
24 февраля 2018 года избран делегатом Всекитайского собрания народных представителей 13-го созыва. В октябре 2020 года назначен заместителем секретаря парткома КПК провинции Хэбэй, в следующем месяце освобождён от должности вице-губернатора провинции.

### В дальнейшем
25 октября 2018 года на 1-м пленуме Исполнительного комитета Всекитайской федерации профсоюзов (ВФП) 17-го созыва избран в президиум ВФП. В декабре 2020 года Центральный комитет КПК утвердил Чэнь Гана секретарём партбюро КПК ВФП, а в феврале 2021 года Чэнь был избран заместителем председателя ВФП по совместительству.
3 января 2023 года решением ЦК Компартии Китая назначен на высшую региональную позицию секретарём (главой) парткома КПК провинции Цинхай.